# چارلز مری د لا کانداماین
چارلز مری د لا کانداماین (انگلیسی: Charles Marie de La Condamine؛ ۲۸ ژانویه ۱۷۰۱ – ۴ فوریه ۱۷۷۴) ریاضی‌دان، گردشگر، ستاره‌شناس، گیاه‌شناس، و جغرافی‌دان اهل فرانسه بود. وی ده سال را در اکوادور امروزی گذراند و طول یک درجه عرض جغرافیایی را در استوا اندازه‌گیری کرد و اولین نقشه منطقه آمازون را بر اساس مشاهدات نجومی تهیه کرد.
وی همچنین برندهٔ جوایزی همچون همکار انجمن سلطنتی شده‌است.